# Organy kościoła świętych Janów w Toruniu

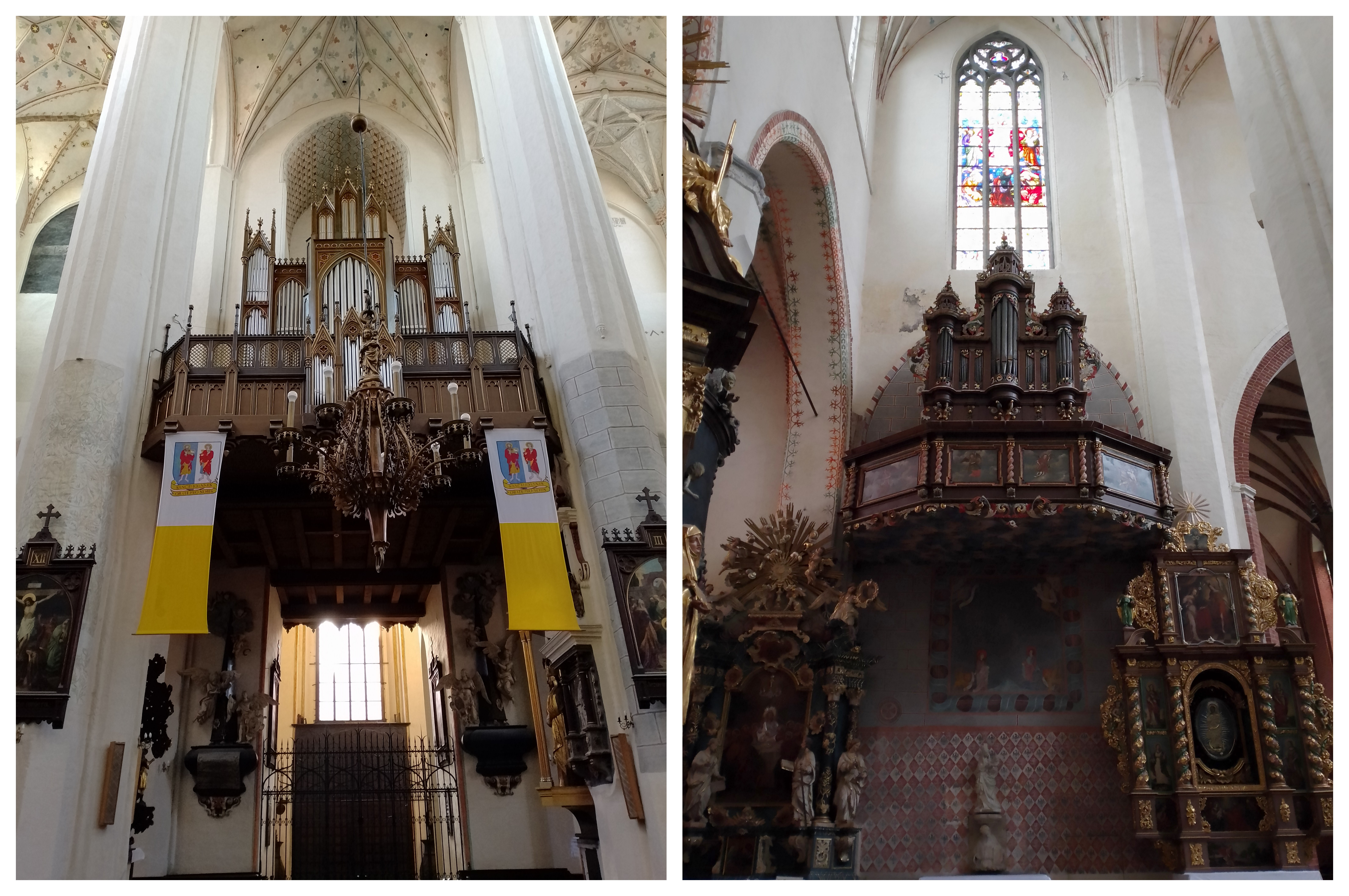
Organy główne Maxa Terletzkiego z 1878 (po lewej) i organy boczne Mateusza Brandtnera z 1688 (po prawej)

Organy kościoła świętych Janów w Toruniu – dwoje organów piszczałkowych w kościele świętych Janów w Toruniu. Organy główne – 32-głosowe z romantyczną dyspozycją, neogotyckim prospektem i trakturą pneumatyczną. Zbudowane w 1878 przez organmistrza Maxa Terletzkiego z Królewca. Odremontowane w latach 90. XX wieku przez firmę organmistrzowską Kazimierza Urbańskiego z Bydgoszczy. Organy boczne – 15-głosowe z barokowymi dyspozycją i prospektem, wyposażone w trakturę mechaniczną. Zbudowane w 1688 przez organmistrza Mateusza Brandtnera z Torunia. Odrestaurowane w latach 1979–1983 przez Pracownię Konserwacji Zabytków w Toruniu oraz zakład organmistrzowski Józefa Mollina z Odrów.

## Budowa

Rzut przyziemia katedry świętojańskiej z oznaczonymi organami: 1 – romantyczne organy główne Maxa Terletzkiego z 1878, 2 – barokowe organy boczne Mateusza Brandtnera z 1688

### Organy główne
Romantyczne

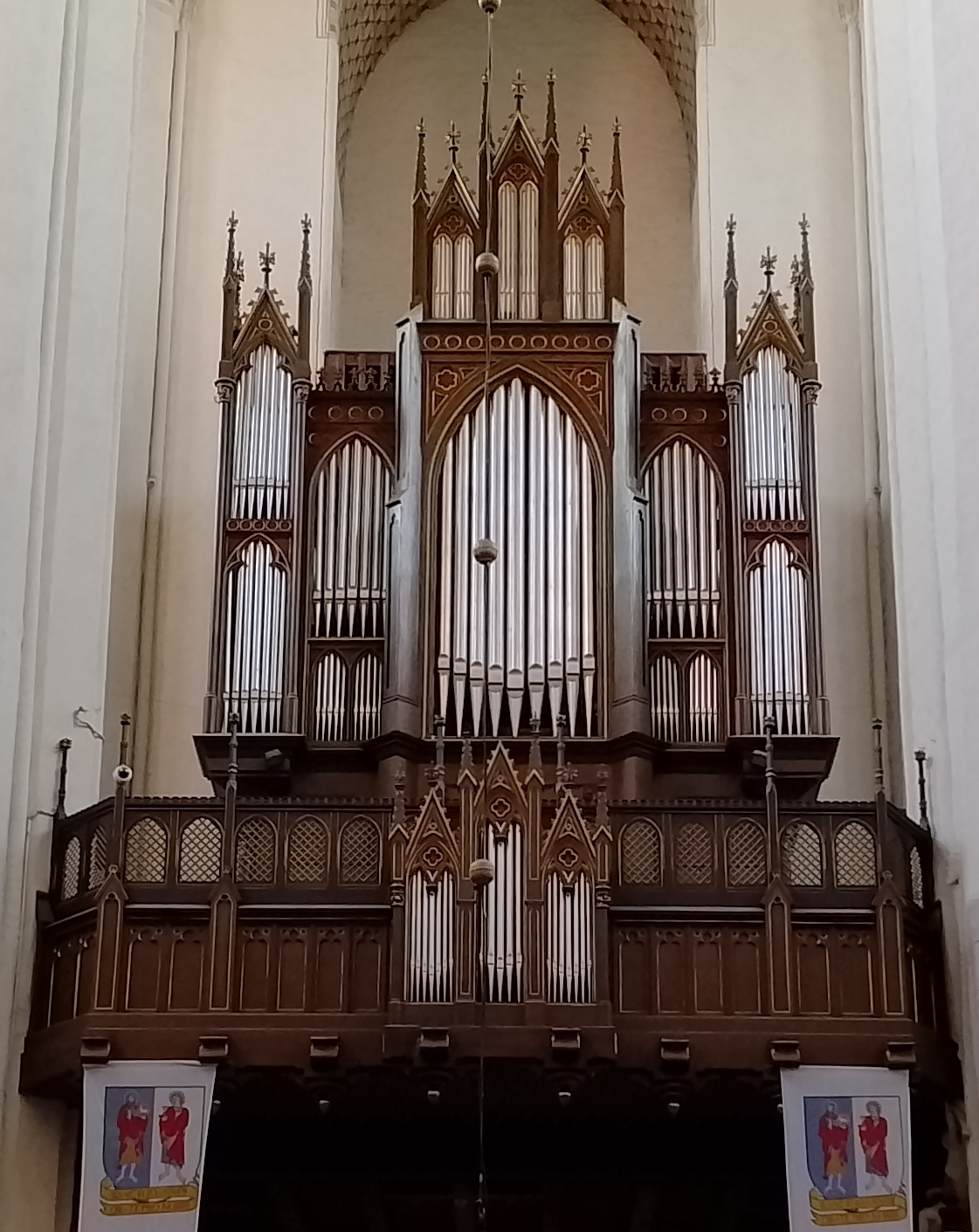
Romantyczne organy główne Maxa Terletzkiego z 1878

organy główne znajdują się na drewnianym chórze muzycznym umiejscowionym nad głównym wejściem w zachodniej części kościoła, między arkadą podwieżową a pierwszą parą filarów nawy głównej.
Zasilane są miechem położonym za instrumentem, we wnęce arkady podwieżowej.
Instrument ma 32 głosy stałe, tworzące razem 40 registrów rozdysponowanych między czterema klawiaturami.
Piszczałki ustawione są na wiatrownicach pneumatyczno-stożkowych,
które połączone są ze stołem gry trakturą pneumatyczną.
Stół gry wyposażony jest w trzy manuały oraz pedał;
znajduje się w przedniej części chóru, w pobliżu balustrady.
Architektoniczny prospekt organowy ma neogotycki charakter.
Składa się z trzech wysuniętych prostokątnymi ryzalitami wież – szerokiej centralnej oraz węższych bocznych – połączonych płaszczyznami piszczałkowymi.
Nieregularne kondygnacje poszczególnych segmentów wypełnione są piszczałkami i zakończone ostrołukowymi i trójlistnymi szczytami.
Wieża centralna zwieńczona jest trójsekcyjną attyką.
Dekorację snycerską całości prospektu stanowią wimpergi z pinaklami i kwiatonami oraz żabkowany krenelaż.
Analogiczną formę ma niema sekcja pozytywu w balustradzie chóru.

#### Dyspozycja
Dyspozycja po remoncie z lat 90. XX wieku:
| Manuał I C–g3 | Manuał II C–g3 | Manuał III C–g3                                                           | Pedał C–d1 |
| --- | --- | ------------------------------------------------------------------------- | --- |
| 1. Pryncypał 16′ 2. Pryncypał 8′ 3. Salicional 8′ 4. Kryty 8′ 5. Rurflet 8′ 6. Rurflet 4′ 7. Oktawa 4′ 8. Superokatawa 2′ 9. Kornet IV 10. Mixtura IV | 1. Bourdon 16′ 2. Flet harmoniczny 8′ 3. Gamba 8′ 4. Pryncypał 8′ 5. Flet leśny 4′ 6. Pryncypał 4′ 7. Oktawa 4′ 8. Kwinta 2 3/4′ 9. Superoktawa 2′ 10. Tercja 1 3/5′ 11. Progressja IV 12. Klarnet 8′ 13. Trąba 8′ | 1. Vox coelestis 8′ 2. Flet dolce 8′ 3. Gemshorn 8′ 4. Flet 4′ 5. Obój 8′ | 1. Bourdon 16′ 2. Subbas 16′ 3. Wiolonbass 16′ 4. Pryncypał 16′ 5. Kryty 8′ 6. Wiolonczela 8′ 7. Flet harmoniczny 8′ 8. Oktawbass 8′ 9. Oktawa 4′ 10. Puzon 16′ 11. Klarnet 8′ 12. Trąba 8′ |
| Urządzenia dodatkowe: tutti, crescendo | |                                                                           | |

### Organy boczne
Barokowe

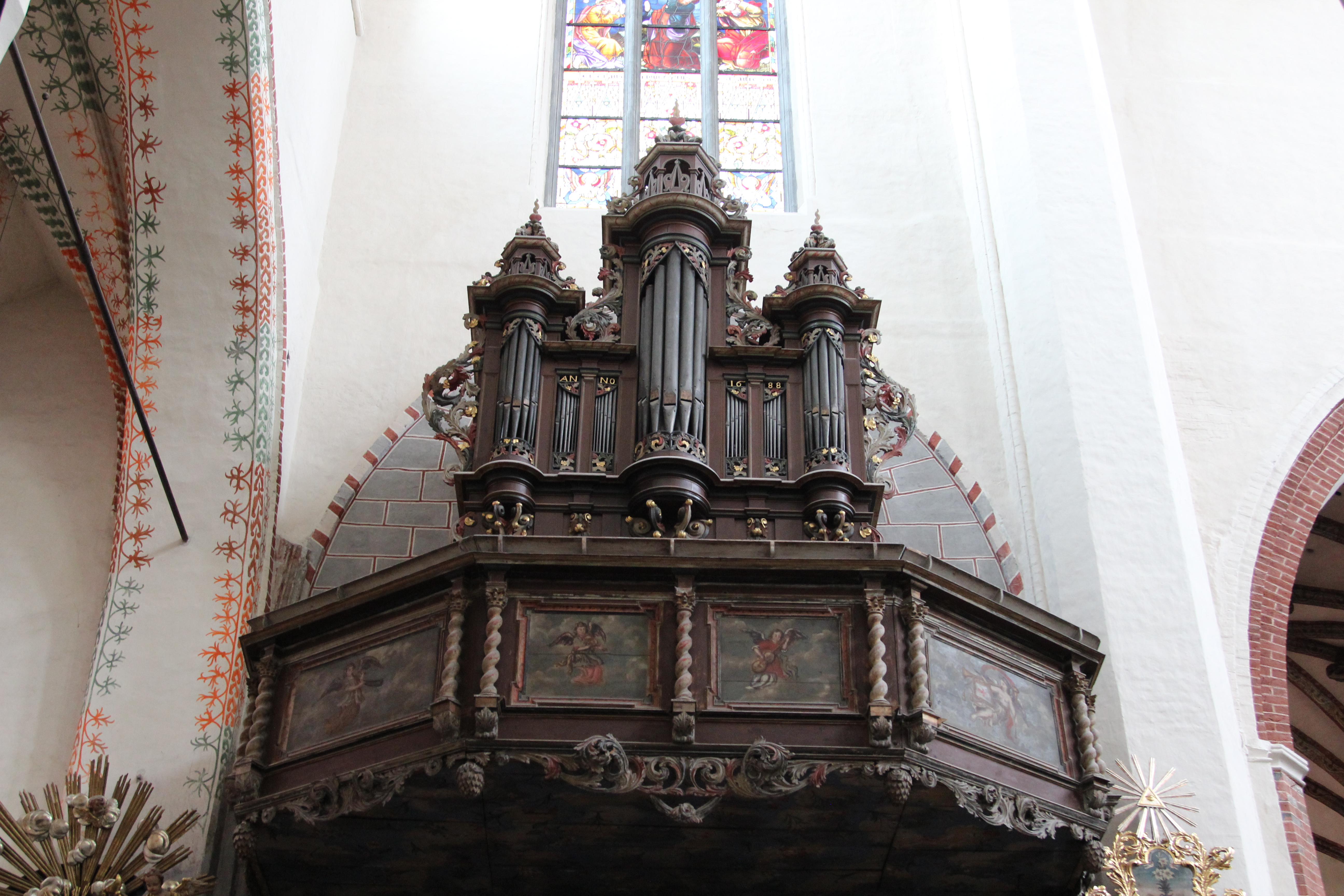
Barokowe organy boczne Mateusza Brandtnera z 1688

organy boczne umiejscowione są na wielobocznym chórze muzycznym przy wschodniej ścianie północnej nawy kościoła.
Zasilane są dmuchawą elektryczną i trzema miechami klinowymi z napędem nożnym.
Instrument ma 15 głosów, które rozdzielone są na dwie wiatrownice klapowo-zasuwkowe.
Te połączone są z klawiaturami i manubriami włączników rejestrowych trakturą mechaniczną.
Dwie piszczałki tympanu umieszczone są jedna obok drugiej, w jednolitym korpusie, w tylnej części szafy organowej.
Stół gry wyposażony jest w jeden manuał z krótką oktawą, klawiaturę nożną i włączniki rejestrowe w formie manubrii.
Umieszczony jest pod prospektem, w cokole szafy organowej.
Architektoniczny prospekt ma trzy wysunięte półkolistymi ryzalitami wieże połączone bliźniaczymi płaszczyznami piszczałkowymi. Oprawa malarska utrzymana jest w kolorystyce ciemnobrunatnej; elementy rzeźbiarskie są polichromowane i złocone.
Na wystrój snycerski składają się akantowe kotary i uszaki, konsole pod wieżami i wieloboczne latarnie na zwieńczeniach wież.
W akantowe kotary obu płycin międzywieżowych wkomponowana jest rzeźbiona data budowy instrumentu „ANNO 1688”.
Latarnie ozdobione są charakterystycznym dla organów Brandtnera ażurowym ornamentem o formach imitujących serca i wazy.
Labia centralnych piszczałek wież ozdobione są złoconymi ornamentami.

#### Dyspozycja
Dyspozycja po pracach rekonstrukcyjnych z lat 1981–1983:
| Manuał C–c3 | Pedał C–c1                                                                            |
| --- | ------------------------------------------------------------------------------------- |
| 1. Principal 8′ 2. Flet 8′ 3. Quintadena 8′ 4. Spilflet 4′ 5. Salicinal 4′ 6. Quinte 3′ 7. Octava 2′ 8. Sedecima 1′ 9. Mixtura IV | 1. Pusan 8′ 2. Octava 8′ 3. Subbass 16′ 4. Super Octava 4′ 5. Quinte 3′ 6. Mixtura IV |
| Urządzenia dodatkowe: tympan |                                                                                       |

## Historia
Pierwsze organy w kościele śś. Janów zbudował franciszkanin brat Bartłomiej (frater Bartholomaeus) w 2. połowie XV wieku. Informacja o nich pochodzi z 1479. Umiejscowione były w nawie głównej na emporze położonej około 5 metrów wyżej od obecnej. 15 sierpnia 1479 poświęcił je ówczesny proboszcz parafii, kanonik chełmiński i warmiński Hieronim Waldau.
W połowie XVII wieku (wg akt wizytacyjnych biskupa Andrzeja Olszowskiego z lat 1667–1672), oprócz organów Bartłomieja, w kościele znajdowały się mniejsze organy umieszczone przy wschodniej ścianie nawy północnej, nad ołtarzem św. Rozalii.
W 1688, w miejsce małego instrumentu w nawie północnej, organmistrz Mateusz Brandtner zbudował na wielobocznym chórze muzycznym większe, barokowe organy. Należały do Bractwa św. Benona (Bractwa Niemieckiego).
Organy główne zostały rozbudowane przez toruńskiego organmistrza Mateusza Brandtnera w lipcu 1693. Pierwotną klawiaturę rozszerzył z F–a2 do trzech manuałów obejmujących po cztery oktawy C–c3. Instrument składał się wtedy z szafy głównej i sekcji pozytywu przedniego, który wbudowany był w balustradę chóru. Miał 31 głosów rozłożonych na trzy manuały i pedał. Rzadko stosowanym wówczas rozwiązaniem konstrukcyjnym była wydzielona sekcja Brustwerk (pozytyw czołowy) umieszczona tuż nad stołem gry. Organy miały mechaniczne traktury gry i rejestrów oraz wiatrownice klapowo-zasuwkowe. Zasilane były sześcioma miechami klinowymi. Prospekt szafy głównej miał jedną, centralną wieżę z przylegającymi płaszczyznami piszczałkowymi. Prospekt pozytywu przedniego składał się z trzech wieżyczek piszczałkowych i ozdobiony był figurami muzykujących postaci.
W 1737
na polecenie biskupa chełmińskiego Andrzeja Załuskiego
przeprowadzono remont organów bocznych.
W 1813 organy główne zostały znacznie uszkodzone podczas rosyjskiego oblężenia Torunia.
W latach 1821–1822 organmistrz Scheffler dokonał częściowych zmian w dyspozycji organów bocznych, a toruński malarz Georg Jacobi przemalował szafę organową.
Na przełomie XVIII i XIX wieku na wyposażeniu katedry były cztery instrumenty – organy główne, boczne i dwa pozytywy w prezbiterium: 6-głosowy na małym chórze i drugi, na posadzce. Obydwa instrumenty wkrótce sprzedano.
W 1837 Organy główne Bartłomieja zostały odrestaurowane, ale ich stan nadal się pogarszał. W 1878 organmistrz Max Terletzki z Królewca zdemontował je i na zlokalizowanym około 5 metrów niżej chórze zbudował nowy instrument z romantyczną dyspozycją głosów. Cały instrument zamknięty był w jednej obudowie – pozytyw przedni był niemy, pełnił funkcję dekoracyjną; miał dekorację malarską imitującą piszczałki. Organy posiadały wówczas wolno stojący stół gry. Miały 32 głosy rozmieszczone na kilku kondygnacjach i rozdysponowane między 40 registrów trzech manuałów i pedału w charakterystycznej dla budownictwa organowego epoki romantyzmu dyspozycji, cechującej się znaczną przewagą głosów podstawowych. Wyposażone były w trakturę pneumatyczną i wiatrownice pneumatyczno-stożkowe.
W trakcie I wojny światowej wymontowano metalowe piszczałki z prospektu; przeznaczono je na cele wojenne.
W 1929 remont organów głównych przeprowadził Dominik I Biernacki z Włocławka. Uzupełnił prospekt piszczałkami z blachy cynkowej i wymienił stół gry.
Po zakończeniu II wojny światowej organy boczne zostały znacznie zniszczone i splądrowane przez żołnierzy Armii Czerwonej; stały się niezdatne do gry.
W latach 1979–1981 zespół konserwatorów dzieł sztuki z Pracowni Konserwacji Zabytków w Toruniu odsłonił pierwotną kolorystykę (polichromię i złocenia) i przeprowadził konserwację obudowy organów bocznych. W latach 1981–1983 organmistrz Józef Mollin, z polecenia proboszcza księdza prałata Ryszarda Kwiatka i przy konsultacjach konserwatorskich Mariana Dorawy, przeprowadził prace rekonstrukcyjne; zniszczone elementy instrumentu zostały wiernie odtworzone. Z pieniędzy zebranych podczas kwest organizowanych przez księdza Kwiatka zakupiono 300 kg. cyny, która posłużyła do zrekonstruowania brakujących piszczałek prospektu. Odtworzono pierwotną barokową dyspozycję głosów z 1688. Naprawiono zniszczone elementy traktury mechanicznej. Odbudowano zespół trzech miechów klinowych. Staraniem księdza Zygmunta Labudy – dyrektora ekonomicznego diecezji chełmińskiej – sprowadzono cichobieżną dmuchawę elektryczną firmy Aug. Laukhuff. 14 grudnia 1983 przywrócone do grywalności organy boczne zabrzmiały ponownie i zostały poświęcone przez księdza kanonika dr. Edwarda Hinza – ówczesnego dyrektora do spraw muzyki kościelnej byłej diecezji chełmińskiej w Pelplinie. 25 sierpnia 1985 dr. Feliks Rączkowski z Warszawy grał na nich inaugurując cykliczne Świętojańskie Koncerty Organowe. 10 września 1986 zachodnioniemiecka firma Musikproduktion Dabringhaus und Grimm nagrała płytę z muzyką w wykonaniu dr. Jana Jancy – organisty i organologa z Tybingi – Orgellandschaft Danzig Westpreussen, zawierającą utwory dawnych mistrzów.
W latach 90.,
wcześniejszymi staraniami ówczesnego proboszcza parafii księdza Zdzisława Wyrowińskiego,
organmistrz Kazimierz Urbański z Bydgoszczy przeprowadził remont organów głównych.
Bezinteresowne wsparcie materialne okazali Renata i Heiner Basalyk z Siegsdorfu w Bawarii. Kolejny remont staraniem proboszcza księdza prałata Marka Rumińskiego przeprowadził zakład organmistrzowski Mariana Nawrota z Wronek. Wymieniono wtedy zużyte elementy traktury, uporządkowano i nastrojono zespoły dźwięku I manuału i pedału. Stół gry przeniesiono w sąsiedztwo balustrady i odrestaurowano jego wyposażenie.
Współcześnie obydwa instrumenty wykorzystywane są do celów liturgicznych oraz podczas cyklicznych koncertów w ramach Świętojańskiego Festiwalu Organowego oraz Świętojańskich Koncertów Organowych im. Mariana Dorawy.